# Stilpnochlora thoracica
Stilpnochlora thoracica är en insektsart som först beskrevs av Jean Guillaume Audinet Serville 1831.  Stilpnochlora thoracica ingår i släktet Stilpnochlora och familjen vårtbitare. Inga underarter finns listade i Catalogue of Life.